# 1255
1255 (MCCLV) fue un año común comenzado en viernes del calendario juliano.

## Acontecimientos
- Marzo, Alfonso X el Sabio otorga a los vecinos de Aguilar de Campoo el «Fuero Real de España» que luego sería otorgado a otras diferentes localidades como Peñafiel, Santo Domingo de la Calzada, Béjar o Madrid, con el objetivo de avanzar en la unificación jurídica de los reinos.
- Lisboa se convierte en capital de Portugal.
- El rey checo Ottokar II de Bohemia funda Könisgberg.
- Alfonso X el Sabio funda la ciudad de realengo de Villa-Real, actual Ciudad Real, en lo que hasta entonces era un pequeño pueblo llamado Pozo de don Gil.
- Galicia - Alfonso X el Sabio otorga a La Coruña la exclusiva de la descarga y venta de la sal.
- Los Aztecas llegan al Valle de México y se establecen en el Cerro de Chapultepec, propiedad de los tecpanecas de Azcapotzalco.
- Formación de un consorcio llamado Gran Tavola en Siena, que pronto se convertiría en el banco más poderoso de Europa.

## Nacimientos
- Esclaramunda de Foix, reina de Mallorca
- Alberto I de Habsburgo: emperador del Sacro Imperio, en julio.

## Fallecimientos
- Batu Kan, general del imperio mongol